# Izraelska Agencja Lotów Kosmicznych
Izraelska Agencja Lotów Kosmicznych (hebr. סוכנות החלל הישראלית) – agencja rządowa Izraela, zajmująca się koordynacją wszystkich izraelskich programów naukowych badań kosmicznych i celów handlowych. Agencja została założona w 1983.
Celem działalności Agencji jest umieszczenie Izraela wśród krajów prowadzących badania kosmiczne. W tym celu budowane są satelity i utrzymywany jest system satelitarny do badań Ziemi z przestrzeni kosmicznej. Rozwijana jest technologia, wiedza i infrastruktura naukowa (wliczając w to laboratoria i zasoby ludzkie) wymagane do badań kosmicznych.
Od 2005 roku przewodniczącym agencji był Jicchak Ben Jisra’el, którego w 2022 zastąpił Dan Blumberg.

## Współpraca
Agencja podpisała umowy o współpracy z agencjami kosmicznymi:
| - NASA (Stany Zjednoczone) - CNES (Francja) - CSA (Kanada) - ISRO (Indie) - DLR (Niemcy) | - NSAU (Ukraina) - RKA (Rosja) - NIVR (Holandia) - AEB (Brazylia) |

## Projekty

### Izraelskie satelity
- Ofeq – seria satelitów szpiegowskich, z których pierwszy został wystrzelony 19 września 1988.
- Amos – seria satelitów telekomunikacyjnych, z których pierwszy został wystrzelony 16 maja 1996.
- Techsat – mikrosatelita naukowy zbudowany przez Technion i wystrzelony 10 lipca 1998.
- Eros – seria komercyjnych satelitów obserwacyjnych, z których pierwszy został wystrzelony 5 grudnia 2000. Spełniają one też funkcje satelitów szpiegowskich.
- TecSAR – satelita rozpoznawczy, wystrzelony 21 stycznia 2008.
- TAUVEX – teleskop kosmiczny pracujący w paśmie UV do astronomicznej obserwacji przestrzeni kosmicznej. Zbudowany przy współudziale izraelskiego rządu, firmy Elbit Systems i indyjskiej agencji kosmicznej (ISRO). Znalazł się na pokładzie indyjskiego satelity GSAT-4, jednak z obawy o to, że ze względu na zbyt dużą masę ładunku indyjska rakieta nośna nie będzie w stanie wynieść go na planowaną orbitę, teleskop usunięto z satelity niedługo przed startem. W 2011 projekt wyniesienia teleskopu na orbitę został ostatecznie anulowany[3].

### Satelity budowane
- Venus – mający na celu prowadzenie badań naukowych powierzchni Ziemi. Budowany przy współudziale izraelskiego rządu, firm IAI, Elbit Systems, Rafael i francuskiej agencji kosmicznej (CNES).

## Astronauci

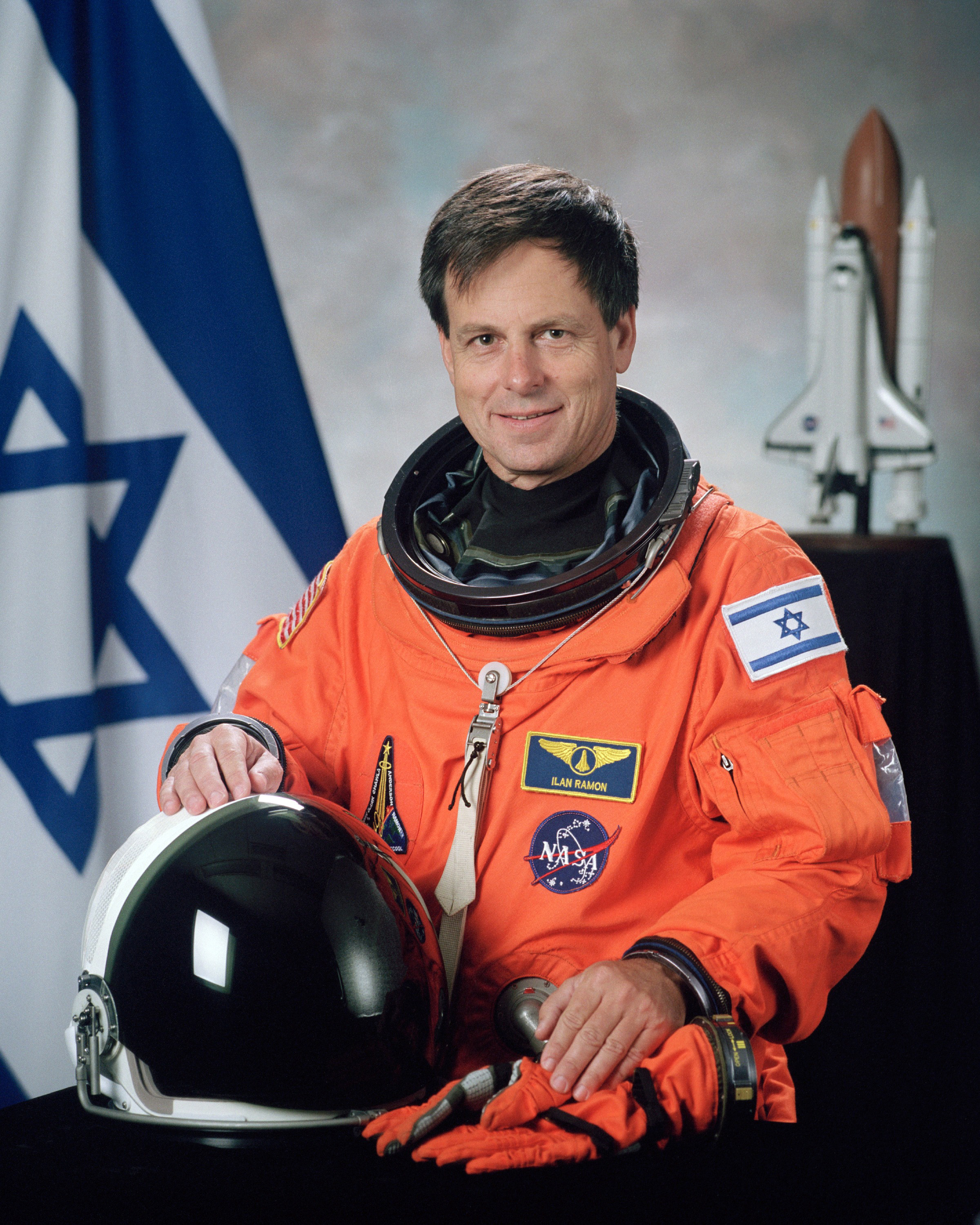
Ilan Ramon

Ilan Ramon był pierwszym astronautą Izraela. Był specjalistą ładunku handlowego na amerykańskim promie kosmicznym STS-107 (Columbia), który rozpadł się podczas powrotu na Ziemię.